# Katrin Olsen
Katrin Olsen (Tórshavn, 1978. január 5. –) feröeri evezős, a 2008. évi nyári olimpiai játékokon a dán csapat tagja. Dániában, Kongens Lyngbyben lakik, és a Københavns Roklub sportolója.

## Pályafutása
Karrierjét 1995-ben kezdte, és 2002 óta edz a válogatottal. Eddigi legjobb eredményeit 2005-ben és 2006-ban érte el, amikor a női könnyűsúlyú négypárevezős egység tagjaként ezüstérmet szerzett a világbajnokságon. 2007-ben Münchenben a könnyűsúlyú kétpárevezésben bronzérmet szerzett Juliane Elander Rasmussennel párban, a linzi és a luzerni világkupa futamot pedig megnyerte.
A 2008-as pekingi olimpián a női könnyűsúlyú kétpárevezésben indult Juliane Elander Rasmussennel, és a B-döntőt megnyerve a 7. helyen végeztek.